# Michael Stratton
Michael Stratton (* 22. Juni 1957) ist ein britischer Mediziner (Pathologe) und Krebsforscher.
Stratton studierte Medizin in Oxford mit medizinischer Ausbildung am Guy’s Hospital in London, dem Hammersmith und Maudsley Hospital (Facharzt für Pathologie). 1990 wurde er am Institute of Cancer Research der Universität London promoviert, wo er später Professor wurde. Ab 2000 war er am Wellcome Trust Sanger Institute, dessen stellvertretender Direktor er 2007 und dessen Direktor er 2010 wurde. Außerdem ist er CEO des Wellcome Genome Campus. Er leitet das International Cancer Genome Project, in dem systematisch nach somatischen Mutationen bei verschiedenen Krebsarten gesucht wird. Neben der Entdeckung verschiedener spezifischer Mutationen in Krebszellen (mit erstmaligen vollständigen Katalogen der Mutationen bei spezifischen Tumoren) führte dies auch zur Aufdeckung von allgemeinen Mustern in diesen Mutationen mit Hinweisen auf die zugrunde liegenden DNA-Reparaturprozesse und Mutationsprozesse.
2013 erhielt er den Louis-Jeantet-Preis. Er ist Fellow der Royal Society (2008), der Academy of Medicine und des Royal College of Pathologists. Er ist Mitglied der European Molecular Biology Organization und wurde 2013 geadelt. 2024 wurde er mit der Royal Medal ausgezeichnet.

## Schriften (Auswahl)
- mit Wooster u. a.: Identification of the breast cancer susceptibility gene BRCA2, Nature, Band 378, 1995, S. 789–792
- mit H. Davies u. a.: Mutations of the BRAF gene in human cancer, Nature, Band 417, 2002, S. 949–954
- mit Greenman u. a.: Patterns of somatic mutation in human cancer genome, Nature, Band 446, 2007, S. 153–158
- mit P. J. Stephens u. a.: Complex landscapes of somatic rearrangement in human breast cancer genomes, Nature, Band 462, 2009, S. 1005–1010
- mit E.D. Pleasance u. a.: A comprehensive catalogue of somatic mutations from a human cancer genome, Nature, Band 463, 2010, S. 191–196, PMID  20016485
- mit Nik-Zainal u. a.: Mutational processes molding the genomes of 21 breast cancers, Cell, Band 149, 2012, S. 979–993, PMID 22608084
- mit P. J. Stephens u. a.: The landscape of cancer genes and mutational processes in breast cancer, Nature, Band 486, 2012, S. 400–404, PMID  22722201
- mit L. B. Alexandrov u. a.: Signatures of mutational processes in human cancer, Nature, Band 500, 2013, S. 415–421